# Infiltrats
Infiltrats (títol original en anglès The Departed) és una pel·lícula estatunidenca de 2006 dirigida per Martin Scorsese. Va guanyar quatre premis Oscar. Es tracta d'un remake del film hongkonguès Infernal Affairs, realitzat el 2002. S'ha doblat i subtitulat al català.

## Argument
A Boston, una lluita sense fi enfronta la policia amb la màfia irlandesa. Per posar fi al regnat del padrí Frank Costello, la policia infiltra el seu grup amb un policia novell (i, per tant, desconegut dels bandits) procedent dels baixos fons, Billy Costigan.
Mentre que Billy s'esforça a guanyar la confiança del mafiós, Colin Sullivan entra a la Unitat de les Informacions Especials, encarregada d'eliminar Costello. Agent doble, Colin informa Costello de les operacions que es tramen contra ell.
Amb el risc de ser desemmascarats en qualsevol moment, Billy i Colin es veuen obligats a dur una doble vida que de mica en mica els fa perdre els seus punts de referència i la seva veritable identitat.
Trampes i contraofensives s'encadenen fins al dia en què cada bàndol s'adona que té un talp. Una carrera contra rellotge es posa en marxa amb un sol objectiu: descobrir la identitat de l'altre sota pena de deixar-hi la pell.

## Repartiment
- Leonardo DiCaprio: Billy Costigan
- Matt Damon: Colin Sullivan
- Jack Nicholson: Frank Costello
- Mark Wahlberg: Dignam
- Martin Sheen: Oliver Queenan
- Ray Winstone: Mr. French
- Vera Farmiga: Madolyn
- Anthony Anderson: Brown
- Alec Baldwin: Ellerby
- Kevin Corrigan: Cousin Sean
- James Badge Dale: Barrigan
- David Patrick O'Hara: Fitzy
- Mark Rolston: Delahunt
- Robert Wahlberg: Lazio, du FBI
- Kristen Dalton: Gwen

## Música
Han sortit dos àlbums per reunir les cançons de la pel·lícula, l'un tradicional i l'altre a tendència més aviat pop-rock.

### Howard Shore
Aquest àlbum fou compost per Howard Shore i interpretat per diversos artistes, com Sharon Isbin, G.E. Smith, Larry Saltzman i Marc Ribot.
1. Cops or Criminals
2. 344 Wash
3. Beacon Hill
4. The Faithful Departed
5. Colin
6. Madolyn
7. Billy's Theme
8. Command
9. Chinatown
10. Boston Common
11. Miss Thing
12. The Baby
13. The Last Rites
14. The Departed Tango

### Pop-rock
Algunes cançons de la pel·lícula no surten a l'àlbum, com Gimme Shelter dels Rolling Stones, Thief's Theme de Nas i Well Well Well de John Lennon.
1. Comfortably Numb per Roger Waters i Van Morrison
2. Sail on, Sailor per The Beach Boys
3. Let It Loose per The Rolling Stones
4. Sweet Dreams per Roy Buchanan
5. One Way Out per The Allman Brothers Band
6. Baby Blue per Badfinger
7. I'm Shipping Up to Boston per Dropkick Murphys
8. Nobody But Me per The Human Beinz
9. Tweedle Dee per LaVern Baker
10. Sweet Dreams (Of You) per Patsy Cline
11. The Departed Tango per Howard Shore i Marc Ribot
12. Beacon Hill per Howard Shore i Sharon Isbin

## Premis i nominacions

### Premis
- Oscar a la millor pel·lícula[7]
- Oscar al millor director
- Oscar al millor muntatge
- Oscar al millor guió adaptat
- Globus d'Or al millor director per Martin Scorsese

### Nominacions
- Oscar al millor actor secundari per Mark Wahlberg
- Globus d'Or al millor actor dramàtic per Leonardo DiCaprio
- Globus d'Or a la millor pel·lícula dramàtica
- Globus d'Or al millor guió per William Monahan
- Globus d'Or al millor actor secundari per Jack Nicholson
- Globus d'Or al millor actor dramàtic per Mark Wahlberg